# Jules Tricot
Pour les articles homonymes, voir Tricot.
 (janvier 2020).
Si vous disposez d'ouvrages ou d'articles de référence ou si vous connaissez des sites web de qualité traitant du thème abordé ici, merci de compléter l'article en donnant les références utiles à sa vérifiabilité et en les liant à la section « Notes et références ».
Jules Tricot, né le 28 mai 1893 et mort le 28 août 1963, est un philologue français surtout connu pour ses traductions d'auteurs antiques (dont Aristote).

## Biographie
Inspecteur du contentieux de la Société nationale des chemins de fer français (SNCF), Jules Tricot est connu pour ses nombreuses traductions de l'œuvre d'Aristote. D'après le spécialiste d'Aristote Augustin Mansion, Tricot « fait œuvre personnelle sans prétendre à l'originalité, mais en s'inspirant des meilleurs travaux [...]. Son grand mérite est d'avoir évincé complètement à ce jour l'usage des traductions par trop infidèles de Barthélémy-Saint-Hilaire. »
Jules Tricot a également traduit Porphyre et Théophraste.

## Ouvrages
- Traité de logique formelle, Paris, Vrin, 1930/1973

### Traductions
Œuvre d'Aristote
- Les Météorologiques, Paris, Vrin, 1941, nouv. trad. 1955
- La Politique, Paris, J.Vrin, 1962
- Organon 1936-1939
  - Catégories. De l'interprétation, 1936
  - Les Premiers Analytiques 1936
  - Les Seconds Analytiques
  - Topiques
  - Les Réfutations sophistiques
- Métaphysique (2 vol.) editio minor 1933, préface de Mg. Auguste Diès editio major 1953, édition refondue 1964
- De l'âme 1934
- De la génération et de la corruption, nouv. trad. 1951
- Histoire des animaux
- Traité du ciel, suivi de Pseudo-Aristote Du monde, 1949
- Éthique à Nicomaque 1959
- Éthique à Eudème
- Les Économiques
- Parva naturalia, suivi du traité pseudo-aristotélicien De spiritu, 1951

Porphyre
- Isagogè, 1947

Théophraste
- La Métaphysique, 1948